# Tubulipora pacifica
Tubulipora pacifica is een mosdiertjessoort uit de familie van de Tubuliporidae. De wetenschappelijke naam van de soort is voor het eerst geldig gepubliceerd in 1910 door Robertson.